# Kluczi (Kraj Kamczacki)
Kluczi (ros. Ключи) – osiedle w Rosji, w Kraju Kamczackim, nad Kamczatką, siedziba administracyjna rejonu ust´-kamczackiego. W 2010 roku liczyło tam 5,7 tys. mieszkańców. 3 km od miejscowości działa baza lotnicza Kluczi.

## Geografia
Kluczi leży 30 km na północ od najwyższego wulkanu Kamczatki, Kluczewskiej Sopki, oraz 390 km od stolicy Kraju Kamczackiego, Pietropawłowska Kamczackiego.

### Klimat
Miejscowość leży w strefie klimatu kontynentalnego. Średnia temperatura roczna to -0,6 °C. Najniższą temperaturę jaką odnotowaną w Kluczi było -48,6 °C, natomiast najwyższą było 31,1 °C. Średnia roczna suma opadów wynosi 648,2 mm.

## Historia
Miejscowość została założona w 1731 roku. W 1979 roku otrzymała prawa miejskie, jednak w 2004 roku zostały jej one odebrane w celu zwiększenia finansowania miejscowości z budżetu federalnego Rosji.

## Demografia
Liczba mieszkańców w poszczególnych latach według spisów powszechnych:
- 1989 – 11 251[5]
- 2002 – 7 073[6]
- 2010 – 5 726[1]